# Martin Reese
Martin Reese (* 21. April 1982 in Hannover) ist ein deutscher Schauspieler.

## Leben
Ab 1998 machte Martin Reese eine Ausbildung bei der Theaterjugend Hamburg. 1999 besuchte er ein Seminar bei Dominique de Fazio. Von 1999 bis 2002 machte er eine Ausbildung beim Bühnenstudio der darstellenden Künste bei Doris Kirchner. Derzeit lebt Martin Reese in Hamburg.

## Filmografie
- 2003: Sabine! (TV)
- 2004: Alphateam (TV)
- 2004: Doppelter Einsatz (TV)
- 2004: St. Angela (TV)
- 2006: Gunnar (Kurzfilm)
- 2006: Notruf Hafenkante (TV)
- 2007: Die Wildkatzen von St. Pauli (Kurzfilm)
- 2007: Heimatgeschichten (TV)
- 2007: Verschollen vor Spitzbergen (TV)
- 2007: Wie das Original (Kurzfilm)
- 2008: Dorfpunks (Kino)
- 2008: Küstenwache (TV)
- 2009: Nicht umdrehen (Kurzfilm)
- 2011: Soko Wismar – Auf eigene Faust (TV)
- 2011: Ein weites Herz (TV)
- 2016: Nord Nord Mord – Clüver und der tote Koch (Fernsehreihe)
- 2020: Altes Land (Fernsehfilm)

## Theater
- 2001: Heidi – Theater für Kinder HH
- 2002: Die Mutter – Theaterhochschule HH
- 2002: Skylight – Ernst-Deutsch-Theater HH
- 2004: Ich knall euch ab! – Jugendtheater HH
- 2005: Amy’s Welt – Ernst-Deutsch-Theater HH
- 2005: Die Welle – Jugendtheater HH
- 2005: Nathan der Weise – Theater in der Basilika HH
- 2005: Plagiat – Ernst-Deutsch-Theater HH
- 2008: Die Feuerzangenbowle – Altonaer Theater HH
- 2009: Herr Bello – Allee-Theater, Altona
- 2010: Barfuß im Park – Das kleine Hoftheater HH
- 2010:	Lauf doch nicht immer weg! – Das kleine Hoftheater HH
- 2010: Ein Sommernachtstraum – Burghofspiele im Rheingau
- 2010: Die weiße Rose – Fritz Rémond Theater im Zoo Frankfurt